# C.R. Rao
C.R. Rao, voluit Calyampudi Radhakrishna Rao (Hoovina Hadagalli, 10 september 1920 - Buffalo (New York), 23 augustus 2023) was een Indiaas-Amerikaans wiskundige en statisticus, die zich vooral bezighield  met mathematische statistiek.

## Wetenschappelijke carrière
Rao studeerde wiskunde in Andhra Pradesh en behaalde zijn master-diploma in statistiek aan de Universiteit van Calcutta. Hij studeerde af (Ph.D.) in 1948 aan de University of Cambridge bij Ronald Fisher  op het onderwerp Statistical Problems of Biological Classifications.. Hij promoveerde daar ook in 1965, en doceerde lange tijd aan het Indiase Instituut voor de statistiek in Calcutta, waar onder anderen S.R. Srinivasa Varadhan, K. R. Parthasarathy en Varadarajan zijn studenten waren. Hij was hoogleraar aan de  Pennsylvania State University. Rao is een van de bekendste internationale statistici en bewees de Cramer-Rao ongelijkheid en de Stelling van Rao-Blackwell.
Rao was lid van de nationale academie van wetenschappen in de Verenigde Staten, Groot-Brittannië, Italië en India. Hij was voorzitter van het Internationaal Instituut voor de Statistiek, de International Biometric Society en het Institute of Mathematical Statistics.
Rao overleed op 102-jarige leeftijd.